# Tunduru (stad)
Tunduru is een stad in het zuiden van Tanzania gelegen in de regio Ruvuma. Het is het administratief centrum van het gelijknamig district. De stad ligt aan de autoweg A19 tussen Songea in het westen en Masasi in het oosten.
Sinds 1986 is Tunduru de zetel van een rooms-katholiek bisdom.